# Fântâna, Brașov
Fântâna este un sat în comuna Hoghiz din județul Brașov, Transilvania, România.

## Originea numelui localității
O părere privitoare la originea denumirii localității Fântâna o avem de la lingvistul Sextil Pușcariu care, într-un articol radiodifuzat, iar apoi tipărit în revista „Țara Bârsei”, în anul 1934, care apărea la Brașov, susține:
„[...] dacă cutare sat de lângă Olt se numește azi Vad, și pe altul îl cheamă Fântâna, e probabil că acelui loc de trecere peste râu i se zicea, încă de pe vremea romanilor, Vadum și celuilalt loc, cu apă bună Fontana - și e posibil ca înainte chiar de venirea romanilor să le fi zis cu cuvintele corespunzătoare dace.”

## Istorie și demografie
În anul 1733, când episcopul greco-catolic Inocențiu Micu-Klein a organizat un recensământ în Ardeal, în localitatea românească (Locus valachicus) Hidegkut, numită azi Fântâna, erau recenzate un număr de 43 de familii românești. Cu alte cuvinte, trăiau circa 215 români în această localitate. Din registrul aceleiași conscripțiuni mai aflăm că la Hidegkut funcționa preotul greco-catolic Iuon, care era recăsătorit, în urma decesului primei soții (Bigamus). În localitate, existau o biserică greco-catolică și o casă parohială (Domus parochialis).  De pe fânețele parohiei se adunau, anual, 4 care de fân. Parohia greco-catolică făcea parte din protopopiatul de la Veneția de Jos : Archidiaconatus Venecziensis.

## Personalități
- Dimitrie Macrea (1907 - 1988), lingvist, profesor universitar, membru corespondent al Academiei Române.